# Joël Champagne
Joël Champagne, född 24 januari 1990 i Châteauguay i Québec, är en kanadensisk professionell ishockeyspelare som spelar för Bruleurs de Loups i franska Ligue Magnus.